# Eilema rufoasciata
Eilema rufoasciata är en fjärilsart som beskrevs av Rothschild 1912. Eilema rufoasciata ingår i släktet Eilema och familjen björnspinnare. Inga underarter finns listade i Catalogue of Life.